# Autreppes
Autreppes es una comuna francesa situada en el departamento de Aisne, en la región de Alta Francia.

## Demografía
| 280 | 232 | 216 | 184 | 150 | 142 | 184 | 179 | 180 |
| Para los censos de 1962 a 1999 la población legal corresponde a la población sin duplicidades (Fuente: INSEE [Consultar]) |     |     |     |     |     |     |     |     |